# Mortoniella wygodzinskii
Mortoniella wygodzinskii är en nattsländeart som först beskrevs av Schmid 1958.  Mortoniella wygodzinskii ingår i släktet Mortoniella och familjen stenhusnattsländor. Inga underarter finns listade i Catalogue of Life.